# Ga Trung tâm Hội nghị Quốc gia Vương hậu Sirikit MRT
Ga Trung tâm Hội nghị Quốc gia Vương hậu Sirikit MRT (tiếng Thái: สถานีศูนย์การประชุมแห่งชาติสิริกิติ์, RTGS: Sathani Sun Kanprachum Haeng Chat Sirikit, mã BL23) hoặc Ga QSNCC là một ga Bangkok MRT trên Tuyến Xanh Dương, tại Băng Cốc, Thái Lan. Nó nằm bên dưới Đường Ratchadaphisek, gần Trung tâm Hội nghị Quốc gia Vương hậu Sirikit, Công viên Benjakitti, Sân vận động PAT và Chợ Khlong Toei.

## Chi tiết ga
Sử dụng biểu tượng toà nhà Trung tâm Hội nghị Quốc gia Vương hậu Sirikit và màu vàng. Nó là một ga dưới lòng đất, rộng 23 mét (75 ft), dài 196 mét (643 ft), sâu 20 mét (66 ft), và sử dụng một đảo ke ga.
Có một MetroMall tại ga này.